# Copella carsevennensis
Copella carsevennensis är en fiskart som först beskrevs av Charles Tate Regan 1912.  Copella carsevennensis ingår i släktet Copella och familjen Lebiasinidae. Inga underarter finns listade i Catalogue of Life.